# Eretmograptis coniodoxa
Eretmograptis coniodoxa är en fjärilsart som beskrevs av Edward Meyrick 1938. Eretmograptis coniodoxa ingår i släktet Eretmograptis och familjen gräsmalar, Elachistidae. Inga underarter finns listade i Catalogue of Life.